# Matěj Procházka

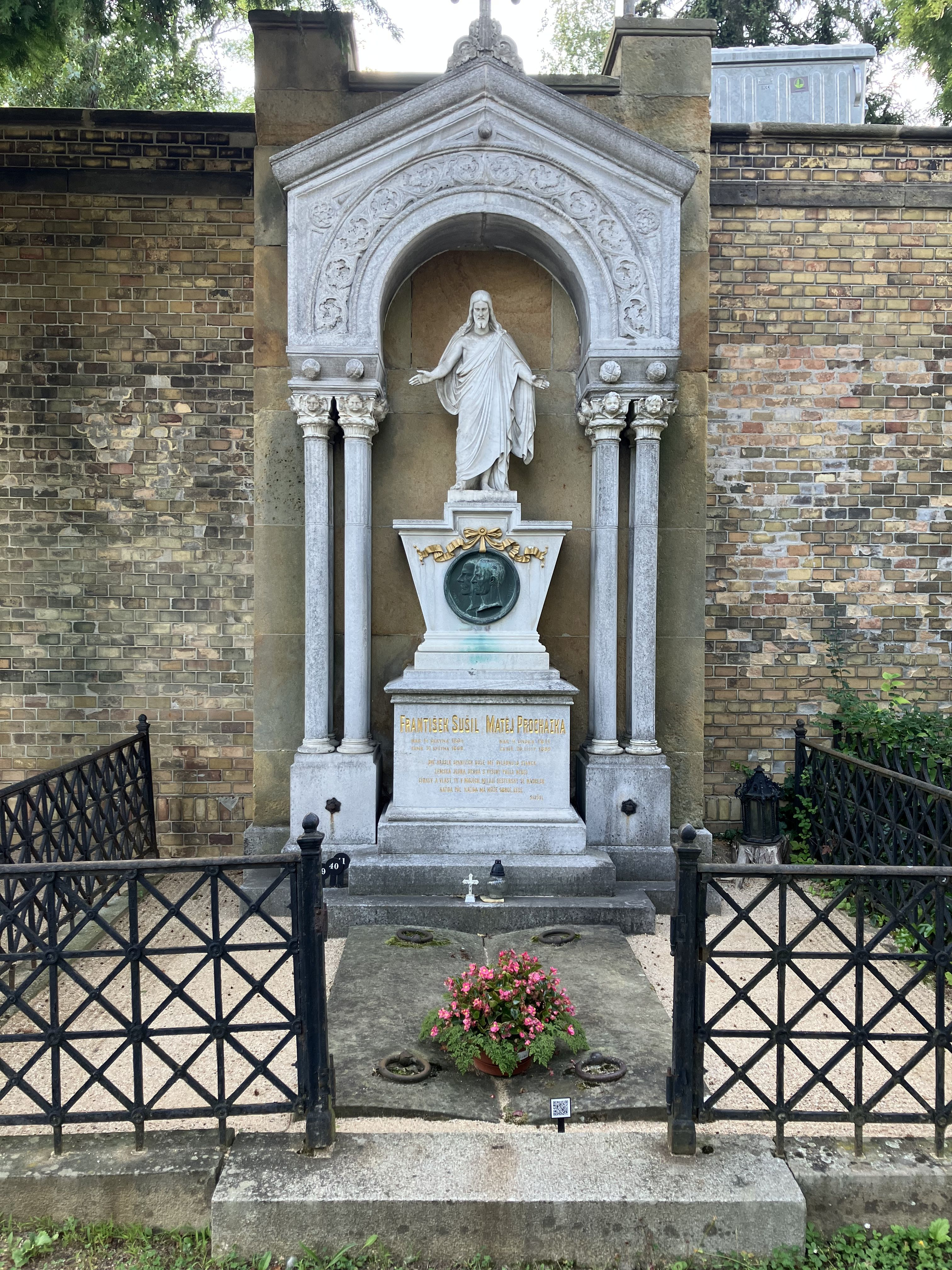
Hrob Matěje Procházky

Matěj Procházka (4. února 1811 Brtnice – 26. listopadu 1889 Brno) byl moravský vlastenecký kněz z okruhu Františka Sušila, autor prací z oboru církevních dějin a sociální nauky církve.

## Život
Narodil se 4. února 1811 v Brtnici u Jihlavy. Zpočátku chodil do české školy v rodné obci, ale když mu bylo osm let, přestěhoval se s rodiči do Jihlavy a od té doby navštěvoval už jen německé školy. V letech 1821-27 vystudoval jihlavské gymnázium a odebral se do Brna, kde absolvoval dvouletý filosofický kurs a roku 1829 vstoupil do kněžského semináře.
Úspěšně jej zakončil roku 1833, ale na rozdíl od většiny spolužáků byl kvůli nízkému věku vysvěcen na kněze až v březnu 1834.
Působil jako kaplan v Čejkovicích u Hodonína a jako kooperátor u sv. Tomáše v Brně, v Komárově a Zábrdovicích. Roku 1850 se stal katechetou na německém gymnáziu v Brně a v roce 1857 tam byl jmenován středoškolským profesorem. Projevoval se jako český vlastenec; mimo jiné prosadil, že čeští studenti mohli skládat zkoušky z náboženství v češtině a dvakrát týdně během bohoslužeb zpíval se studenty české písně. Mělo to velký význam pro národní uvědomění mladých lidí v době, kdy ještě na Moravě neexistovaly české střední školy.
Od roku 1843 byl literárně činný. Po roce 1849 redigoval několik let časopis Hlas jednoty katolické. Napsal řadu historických, teologických a pedagogických prací (viz sekci Dílo), přeložil první zpěv Odyssey a přispíval do řady českých a moravských časopisů.
Počátkem 80. let odešel do penze a odstěhoval se do minoritského kláštera. Nadále se tam věnoval literární činnosti.
25. listopadu 1889 o 5. hodině večer ho při přecházení ulice u německého divadla v Brně (dnes Mahenovo divadlo) porazila a přejela drožka, kterou řídil 32letý Josef Stečičín ze Žabovřesk. Poté, co mu odmítl pomoci neschopný strážník u divadla, ho odnesli do kláštera, kde následujícího dne v poledne zemřel, aniž by nabyl vědomí. Neopatrný kočí, který si na náraz nepamatoval, ale připustil, že jel velmi rychle, ve tmě těsně míjel staršího chodce a neuhnul mu, byl počátkem roku 1890 odsouzen za přečin proti bezpečnosti života ke dvěma měsícům tuhého vězení.
Matěj Procházka je pohřben na Ústředním hřbitově v Brně, sk. 28/hr. 40–1.

## Význam a ocenění
Procházka byl oceňován jako vlastenec, nestor moravského spisovatelstva a zasloužilý kněz. Německé gymnázium mu u příležitosti 70. narozenin v únoru 1881 zorganizovalo slavnost, při které připomněli jeho pedagogické zásluhy. O něco později mu obdobnou oslavu uspořádalo 50 bývalých žáků, vesměs lékařů, kněží a úředníků. Když 9. března 1884 slavil padesáté výročí kněžského svěcení, věnoval brněnský deník Moravská orlice úvodník k ocenění jeho dlouholeté vlastenecké činnosti. Na německém gymnáziu vychovával moravskou inteligenci v národním duchu a přispěl tak k rozvoji českojazyčné kultury a vzdělanosti. Jan Nepomuk Soukop mu v témže vydání uveřejnil oslavnou báseň.
K jeho žákům patřil i Tomáš Garrigue Masaryk; v Čapkových Hovorech s TGM na něj vzpomínal jako na dobrého, nábožného člověka, který ho seznámil s křesťanským socialismem.
Byl také čestným kanovníkem a čestným radou biskupa Strossmayera.
Ve své poslední vůli odkázal majetek (zejména státní dluhopisy ve výši 5100 zlatých) sourozencům s tím, aby jeden dluhopis ve výši 100 zlatých předali českému vyššímu gymnáziu a deset větších a několik menších knih z jeho knihovny německému gymnáziu.

## Dílo
- Žiwot bl. Jana Sarkandra mučeníka, Brno, Dědictví sv. Cyrila a Metoděje 1861.
- Stručný životopis Stanislava II. Pavlovského, knížete biskupa Olomouckého, Brno 1861.
- Missie jesuitské vůbec a missie P. Aug. Strobacha z T.J. zvlášť, Brno 1866.
- František Sušil. Životopisný nástin, 1871.
- Život sv. Methoda, 1885.
- Otázka dělnická, v Časopise katolického duchovenstva na pokračování r. 1872, knižně 1898; jedná se o jeho nejznámější dílo, kde shrnul své názory na řešení sociálních otázek na principu lásky, mírnosti, slušnosti a spravedlnosti; o téměř dvacet let tak předešel encykliku Rerum novarum.[14]